# خراج البروستاتا
خراج البروستاتا هو عبارة عن تجمع من القيح داخل غدة البروستاتا.  قد تشمل الأعراض آلام الحوض والحُمَّى ووجود دم في البول وألم عند التبول.  قد تشمل الأعراض أيضاً ألماً أسفل الظهر.  وقد تشمل المُضاعفات احتباس البول والإنتان. 
تحدث هذه الحالة بشكل عام كمضاعفات لالتهاب البروستاتا الحاد والتهاب البروستاتا البكتيري المزمن بشكل أقل شيوعاً.  تشمل عوامل الخطر قسطرة فولي وخزعة البروستاتا ومرض السكري والفشل الكلوي وتليف الكبد وضعف وظيفة المناعة.  على الرغم من أن أنواعاً مختلفة من البكتيريا قد تكون متورطة، فإن بكتيريا الإشريكية القولونية هي الأكثر شيوعاً.  ينبغي الاشتباه في التشخيص لدى شخص يعاني من التهاب البروستاتا الحاد الذي لا يتحسن ويمكن تأكيده بالتصوير الطبي. 
غالباً ما يتضمن علاج خراج البروستاتا إجراء شق جراحي وتصريف واستخدام المضادات الحيوية.   ويتراوح خطر الوفاة بين 1% و 16%.  على الرغم من أن خراجات البروستاتا نادرة نسبياً في البلدان المتقدمة بسبب العلاج المناسب لالتهاب البروستاتا الحاد، إلا أنها أكثر شيوعاً في البلدان النامية.  فهي تُشكِّل حوالي 0.5٪ من أمراض المسالك البولية.  ويعتبر كبار السن أكثر عرضة للإصابة بها. 

## العلامات والأعراض
تشمل الأعراض غالباً آلام الحوض والحُمَّى وألم عند التبول.  وقد تشمل المضاعفات الإنتان واحتباس البول. 

## المسبب
يحدث خراج البروستاتا بشكل عام كمضاعفات لالتهاب البروستاتا الحاد.  تشمل عوامل الخطر قسطرة فولي وخزعة البروستاتا ومرض السكري والفشل الكلوي وتليف الكبد وضعف وظيفة المناعة.  في حين أن أنواعاً مختلفة من البكتيريا قد تكون متورطة، إلا أن بكتيريا الإشريكية القولونية هي الأكثر شيوعاً. 

## التشخيص
ينبغي الاشتباه في التشخيص لدى شخص يعاني من التهاب البروستاتا الحاد الذي لا يتحسن ويمكن تأكيده بالتصوير الطبي.  الطريقة المفضلة للتصوير هي عموماً الموجات فوق الصوتية للبروستاتا عبر المستقيم.  وقد يكون التصوير المقطعي المحوسب للبطن والحوض أقل إيلاماً.  كما يكون التصوير بالرنين المغناطيسي مفيداً أيضاً في حالات معينة. 

### التشخيص التفريقي
تشمل الحالات الأخرى التي يمكن أن تظهر بشكل مماثل: التهاب الإحليل والتهابات المسالك البولية والتهاب البروستاتا الحاد والتهاب البروستاتا البكتيري المزمن وفرط تنسج البروستاتا الحميد وخراج العجان.

## العلاج
يتضمن العلاج عموماً إجراء شق جراحي وتصريف.  ويمكن إجراء ذلك عبر الإحليل أو المستقيم أو البطن أو جلد الفخذ.  يمكن تجربة المضادات الحيوية دون جراحة في البداية للخراجات التي يقل قطرها عن 1 سم. 